# Clionella liltvedi
Clionella liltvedi é uma espécie de gastrópode do gênero Clionella, pertencente a família Clavatulidae.